# Krystyn
Krystyn – imię męskie pochodzenia łacińskiego wywodzące się od wyrazu Pomazaniec (Chrystus), do którego dodano przyrostek -inus wskazujący na zależność lub pochodzenie (Christinus, 'należący do Chrystusa, Chrystusowy'). W dokumentach polskich poświadczone w XI wieku w formie łacińskiej, a od XII w. w formie spolszczonej Krystyn.
Żeński odpowiednik: Krystyna
Krystyn imieniny obchodzi 29 kwietnia, 23 lipca i 13 listopada.
Znane osoby o imieniu Krystyn:
- św. Krystyn – jeden z Pięciu Braci Męczenników
- bł. Krystyn Gondek – polski franciszkanin
- Krystyn Lach Szyrma (1790-1866) – polski filozof, literat, działacz kulturalny, uczestnik powstania listopadowego.
- Stanisław Krystyn Zaremba – polski taternik i alpinista oraz matematyk
- Krystyn (zm. 1217) – wojewoda